# عبد الله بن سبيل
عبد الله بن حمود بن سعد بن سبيّل الباهلي شاعر شعبي (ولد في بلدة نفي في السعودية عام 1272هـ). يعد من أبرز شعراء الجزيرة العربية الشعبيين، عينه الملك عبد العزيز آل سعود أميراً على نفي وبقي في إمارتها إلى أن توفي عام 1352هـ.
ومن أبيات الحكمة لـ ابن سبيّل التي تناقلها الركبان :

## نسبه وسيرته
هو عبد الله بن حمود بن سعد بن سبيّل يرجع نسب أسرته إلى قبيلة باهلة. نظم الشعر في وقت مبكر من شبابه وأحرز به شهرة واسعة كما يقول الأديب سعد بن جنيدل. شعره في غاية الرقة والجودة، وأكثره وأروعه في الغزل، و"يتسم شعره بجزالة اللفظ، وقوة المعنى، وتسلسل الأفكار. وقد عدّه كثير من النقاد واحداً من أهم شعراء النبط وأكثرهم إبداعا".

## ديوانه
- أصدر عبد الله الحاتم ديوانه بعنوان (من الشعر النجدي: ديوان الشاعر عبدالله بن حمود بن سبيّل) عام 1984م.[4]
- صدرت الطبعة الأولى من ديوان عبد الله بن سبيّل عام 1408هـ بإشراف حفيده محمد بن سبيّل.[5]

## وصلات خارجية
سيرة الشاعر عبدالله بن سبيل - القى قصيدة أمام الملك عبدالعزيز بعد معركة ابن جراد في "فيضة السر"
برنامج الراوي|محمد الشرهان|حلقة الشاعر عبدالله بن حمود بن سبيل "رحمه الله"|